# 21.ª etapa del Tour de Francia 2025
La 21.ª etapa del Tour de Francia 2025 tuvo lugar el 27 de julio de 2025 y consistió en una etapa llana con inicio en la localidad de Mantes-la-Ville y final en la ciudad de  París, sobre un recorrido de 132,3 km. El vencedor de la etapa fue el belga Wout van Aert del equipo Visma | Lease a Bike, esloveno Tadej Pogačar del equipo UAE Team Emirates XRG se mantuvo como líder, lo que le dio la victoria final en el Tour.

## Clasificación de la etapa
| Mantes-la-Ville - París | etapa llana | (132,3 km) |

- Las clasificaciones de la etapa finalizaron de la siguiente forma:[3]

| \| Clasificación de la etapa \| Clasificación de la etapa \| Clasificación de la etapa \| Clasificación de la etapa \| Clasificación de la etapa \| \| Ciclista \| Ciclista \| Equipo \| Tiempo \| \| \| ------------------------- \| ------------------------- \| -------------------------- \| ------------------------- \| ------------------------- \| \| 1.º \| Wout van Aert \| Team Visma \\| Lease a Bike \| 3 h 07 min 30 s \| \| \| 2.º \| Davide Ballerini \| XDS Astana Team \| + 0 s \| \| \| 3.º \| Matej Mohorič \| Bahrain Victorious \| + 0 s \| \| \| 4.º \| Tadej Pogačar \| UAE Team Emirates XRG \| + 0 s \| \| \| 5.º \| Matteo Jorgenson \| Team Visma \\| Lease a Bike \| + 0 s \| \| \| 6.º \| Matteo Trentin \| Tudor Pro Cycling Team \| + 0 s \| \| \| 7.º \| Arnaud De Lie \| Lotto \| + 0 s \| \| \| 8.º \| Kévin Vauquelin \| Arkéa-B&B Hotels \| + 0 s \| \| \| 9.º \| Mike Teunissen \| XDS Astana Team \| + 0 s \| \| \| 10.º \| Dylan Teuns \| Cofidis \| + 0 s \| \| |                  |                            |                 |
| |                  |                            |                 |
| Fuentes: ProCyclingStats Cycling Quotient |                  |                            |                 |
| Clasificación de la etapa |                  |                            |                 |
| Ciclista | Ciclista         | Equipo                     | Tiempo          |
| 1.º | Wout van Aert    | Team Visma \| Lease a Bike | 3 h 07 min 30 s |
| 2.º | Davide Ballerini | XDS Astana Team            | + 0 s           |
| 3.º | Matej Mohorič    | Bahrain Victorious         | + 0 s           |
| 4.º | Tadej Pogačar    | UAE Team Emirates XRG      | + 0 s           |
| 5.º | Matteo Jorgenson | Team Visma \| Lease a Bike | + 0 s           |
| 6.º | Matteo Trentin   | Tudor Pro Cycling Team     | + 0 s           |
| 7.º | Arnaud De Lie    | Lotto                      | + 0 s           |
| 8.º | Kévin Vauquelin  | Arkéa-B&B Hotels           | + 0 s           |
| 9.º | Mike Teunissen   | XDS Astana Team            | + 0 s           |
| 10.º | Dylan Teuns      | Cofidis                    | + 0 s           |

## Clasificaciones al final de la etapa

### Clasificación general(Maillot Jaune)[4]
| \| Clasificación general \| Clasificación general \| Clasificación general \| Clasificación general \| Clasificación general \| \| Ciclista \| Ciclista \| Equipo \| Tiempo \| \| \| --------------------- \| -------------------------- \| -------------------------- \| --------------------- \| --------------------- \| \| 1.º \| Tadej Pogačar \| UAE Team Emirates XRG \| 76 h 00 min 32 s \| \| \| 2.º \| Jonas Vingegaard \| Team Visma \\| Lease a Bike \| + 4 min 24 s \| \| \| 3.º \| Florian Lipowitz \| Red Bull-Bora-Hansgrohe \| + 11 min 00 s \| \| \| 4.º \| Oscar Onley \| Team Picnic-PostNL \| + 12 min 12 s \| \| \| 5.º \| Felix Gall \| Decathlon-AG2R La Mondiale \| + 17 min 12 s \| \| \| 6.º \| Tobias Halland Johannessen \| Uno-X Mobility \| + 20 min 14 s \| \| \| 7.º \| Kévin Vauquelin \| Arkéa-B&B Hotels \| + 22 min 35 s \| \| \| 8.º \| Primož Roglič \| Red Bull-Bora-Hansgrohe \| + 25 min 30 s \| \| \| 9.º \| Ben Healy \| EF Education-EasyPost \| + 28 min 02 s \| \| \| 10.º \| Jordan Jegat \| Team TotalEnergies \| + 32 min 42 s \| \| |                            |                            |                  |
| |                            |                            |                  |
| Fuentes: ProCyclingStats Cycling Quotient |                            |                            |                  |
| Clasificación general |                            |                            |                  |
| Ciclista | Ciclista                   | Equipo                     | Tiempo           |
| 1.º | Tadej Pogačar              | UAE Team Emirates XRG      | 76 h 00 min 32 s |
| 2.º | Jonas Vingegaard           | Team Visma \| Lease a Bike | + 4 min 24 s     |
| 3.º | Florian Lipowitz           | Red Bull-Bora-Hansgrohe    | + 11 min 00 s    |
| 4.º | Oscar Onley                | Team Picnic-PostNL         | + 12 min 12 s    |
| 5.º | Felix Gall                 | Decathlon-AG2R La Mondiale | + 17 min 12 s    |
| 6.º | Tobias Halland Johannessen | Uno-X Mobility             | + 20 min 14 s    |
| 7.º | Kévin Vauquelin            | Arkéa-B&B Hotels           | + 22 min 35 s    |
| 8.º | Primož Roglič              | Red Bull-Bora-Hansgrohe    | + 25 min 30 s    |
| 9.º | Ben Healy                  | EF Education-EasyPost      | + 28 min 02 s    |
| 10.º | Jordan Jegat               | Team TotalEnergies         | + 32 min 42 s    |

### Clasificación por puntos(Maillot Vert)[5]
| Clasificación por puntos | Clasificación por puntos | Clasificación por puntos   | Clasificación por puntos | Clasificación por puntos |
| Ciclista                 | Ciclista                 | Equipo                     | Puntos                   |                          |
| ------------------------ | ------------------------ | -------------------------- | ------------------------ | ------------------------ |
| 1.º                      | Jonathan Milan           | Lidl-Trek                  | 372 pts                  |                          |
| 2.º                      | Tadej Pogačar            | UAE Team Emirates XRG      | 294 pts                  |                          |
| 3.º                      | Biniam Girmay            | Intermarché-Wanty          | 232 pts                  |                          |
| 4.º                      | Jonas Vingegaard         | Team Visma \| Lease a Bike | 182 pts                  |                          |
| 5.º                      | Anthony Turgis           | Team TotalEnergies         | 182 pts                  |                          |
| 6.º                      | Jonas Abrahamsen         | Uno-X Mobility             | 173 pts                  |                          |
| 7.º                      | Tim Merlier              | Soudal Quick-Step          | 156 pts                  |                          |
| 8.º                      | Wout van Aert            | Team Visma \| Lease a Bike | 138 pts                  |                          |
| 9.º                      | Kaden Groves             | Alpecin-Deceuninck         | 125 pts                  |                          |
| 10.º                     | Quinn Simmons            | Lidl-Trek                  | 123 pts                  |                          |

### Clasificación de la montaña(Maillot à Pois Rouges)[6]
| Clasificación de la montaña | Clasificación de la montaña | Clasificación de la montaña | Clasificación de la montaña | Clasificación de la montaña |
| Ciclista                    | Ciclista                    | Equipo                      | Puntos                      |                             |
| --------------------------- | --------------------------- | --------------------------- | --------------------------- | --------------------------- |
| 1.º                         | Tadej Pogačar               | UAE Team Emirates XRG       | 119 pts                     |                             |
| 2.º                         | Jonas Vingegaard            | Team Visma \| Lease a Bike  | 104 pts                     |                             |
| 3.º                         | Lenny Martinez              | Bahrain Victorious          | 97 pts                      |                             |
| 4.º                         | Thymen Arensman             | Ineos Grenadiers            | 85 pts                      |                             |
| 5.º                         | Ben O'Connor                | Team Jayco AlUla            | 51 pts                      |                             |
| 6.º                         | Valentin Paret-Peintre      | Soudal Quick-Step           | 51 pts                      |                             |
| 7.º                         | Felix Gall                  | Decathlon-AG2R La Mondiale  | 46 pts                      |                             |
| 8.º                         | Primož Roglič               | Red Bull-Bora-Hansgrohe     | 43 pts                      |                             |
| 9.º                         | Oscar Onley                 | Team Picnic-PostNL          | 42 pts                      |                             |
| 10.º                        | Michael Woods               | Israel-Premier Tech         | 38 pts                      |                             |

### Clasificación del mejor joven(Maillot Blanc)[7]
| Clasificación del mejor joven | Clasificación del mejor joven | Clasificación del mejor joven | Clasificación del mejor joven | Clasificación del mejor joven |
| Ciclista                      | Ciclista                      | Equipo                        | Tiempo                        |                               |
| ----------------------------- | ----------------------------- | ----------------------------- | ----------------------------- | ----------------------------- |
| 1.º                           | Florian Lipowitz              | Red Bull-Bora-Hansgrohe       | 76 h 11 min 32 s              |                               |
| 2.º                           | Oscar Onley                   | Team Picnic-PostNL            | + 1 min 12 s                  |                               |
| 3.º                           | Kévin Vauquelin               | Arkéa-B&B Hotels              | + 11 min 35 s                 |                               |
| 4.º                           | Ben Healy                     | EF Education-EasyPost         | + 17 min 02 s                 |                               |
| 5.º                           | Raúl García Pierna            | Arkéa-B&B Hotels              | + 2 h 04 min 58 s             |                               |
| 6.º                           | Ilan Van Wilder               | Soudal Quick-Step             | + 2 h 12 min 14 s             |                               |
| 7.º                           | Romain Grégoire               | Groupama-FDJ                  | + 2 h 14 min 58 s             |                               |
| 8.º                           | Frank van den Broek           | Team Picnic-PostNL            | + 2 h 34 min 44 s             |                               |
| 9.º                           | Valentin Paret-Peintre        | Soudal Quick-Step             | + 2 h 36 min 05 s             |                               |
| 10.º                          | Alex Baudin                   | EF Education-EasyPost         | + 2 h 45 min 15 s             |                               |

### Clasificación por equipos(Classement par Équipe)[8]
| Clasificación por equipos | Clasificación por equipos       | Clasificación por equipos | Clasificación por equipos |
| Equipo                    | Equipo                          | Tiempo                    |                           |
| ------------------------- | ------------------------------- | ------------------------- | ------------------------- |
| 1.º                       | Team Visma \| Lease a Bike      | 232 h 01 min 32 s         |                           |
| 2.º                       | UAE Team Emirates XRG           | + 24 min 26 s             |                           |
| 3.º                       | Red Bull-BORA-hansgrohe         | + 1 h 24 min 47 s         |                           |
| 4.º                       | Arkéa-B&B Hotels                | + 2 h 11 min 02 s         |                           |
| 5.º                       | Decathlon AG2R La Mondiale Team | + 2 h 14 min 15 s         |                           |
| 6.º                       | Ineos Grenadiers                | + 3 h 22 min 52 s         |                           |
| 7.º                       | Movistar Team                   | + 3 h 23 min 25 s         |                           |
| 8.º                       | XDS Astana Team                 | + 3 h 23 min 59 s         |                           |
| 9.º                       | Team Picnic-PostNL              | + 3 h 26 min 06 s         |                           |
| 10.º                      | EF Education-EasyPost           | + 3 h 43 min 35 s         |                           |

## Abandonos
Ninguno.